# HMS Highlander (H44)
«Хайлендер» (H44) (англ. HMS Highlander (H44) — військовий корабель, ескадрений міноносець типу «H» Королівського військово-морського флоту Великої Британії за часів Другої світової війни.
«Хайлендер» був закладений 28 вересня 1938 року на верфі компанії John I. Thornycroft & Company у Вулстоні на замовлення бразильських ВМС під назвою «Жагуарібе». Однак, через початок війни в Європі, британське адміралтейство придбало корабель на користь власного флоту та перейменувало його на «Хайлендер». 19 жовтня 1939 року він був спущений на воду, а 18 березня 1940 року увійшов до складу Королівських ВМС Великої Британії.
Есмінець брав участь у бойових діях на морі в Другій світовій війні, бився в Північній Атлантиці, біля берегів Африки, супроводжував конвої. За проявлену мужність та стійкість у боях бойовий корабель заохочений двома бойовими відзнаками.

## Історія
До початку вторгнення німецького вермахту в Норвегію «Хайлендер» переведений до Домашнього флоту та 11 квітня 1940 року вийшов з групою есмінців «Візерінгтон», «Вейнок», «Вірлвінд» та «Волонтір» на супроводження легких крейсерів «Манчестер» і «Бірмінгем», що ескортували конвой NP 1 з британськими військами до норвезького Нарвіка.
14 квітня з крейсерами «Каїр» і «Бірмінгем», есмінцями «Вейнок» та «Вірлвінд» «Хайлендер» супроводжував польський лайнер «Хробрий» та лайнер «Імператриця Австралії» до Намсуса. Протягом квітня-травня 1940 року есмінець діяв у норвезьких водах, підтримуючи дії флоту та наземного компоненту союзних військ.
31 травня включений до складу сил флоту, що забезпечували проведення в евакуації союзних військ зі Скандинавії.
У липні 1940 року «Хайлендер» увійшов до складу супроводу конвою WS 1, який перевозив на океанських лайнерах «Квін Мері», «Аквітанія» та «Мавританія» 10 000 британських солдатів з Британських островів до Фрітауна, далі до Кейптауна й до Цейлону.
У січні 1941 року «Хайлендер» забезпечував з іншими есмінцями ескорт конвою WS 5B у Північно-Західних підходах.
31 серпня есмінець діяв у супроводі конвою WS 11.
У лютому 1943 року разом з есмінцями «Беверлі», «Вінчелсі» та «Волонтір» і шістьма корветами типу «Флавер» включений до 4-ї ескортної групи на базі Грінок. У березні з есмінцем «Беверлі» та корветами «Анімон» і «Пеніворт» супроводжував конвой HX 229, який перебував під постійними атаками вовчих зграй «Раубграф» та «Дрангер». Попри старанням ескорту конвой втратив 13 суден.